# Димитър Чолаков
Димитър Николов Чолаков е български художник, преподавател в Педагогическия факултет към Шуменския университет.

## Биография
Димитър Чолаков е роден на 25 юли 1954 година в град Попово, България. През 1981 година завършва специалност живопис в Националната художествена академия в София в класа на Светлин Русев. През 1982 година става член на Съюза на българските художници.
Директор на Художествена галерия „Никола Маринов“ в Търговище (от 1990 г.). Доцент по живопис в Педагогическия факултет на ШУ „Еп. Константин Преславски“ (от 2002 г.). Председател на Комисията по образование и култура към Община Търговище (от 2003 г.). Член на Управителния съвет на СБХ (от 2005 г.). Професор по живопис в ШУ „Еп. Константин Преславски“ (от 2006 г.) 

## Изложби
- През 1983 година е първата му самостоятелна изложба, която се провежда в Пловдив. През същата година взима участие в международния симпозиум в град Куопио, Финландия. Участва в пленери в градовете Созопол и Търговище.
- През 1984 година взима участие във фестивала на изкуствата в Кан сюр Мер, Франция.
- През 1985 година има самостоятелни изложби в София и Берлин.
- През 1986 година има самостоятелни изложби в Българския културен център, Будапеща и Варшава.
- В периода от 1986 до 1990 година е председател на Дружеството на художниците в град Търговище.
- В периода от 1986 до 1990 година организира съвместно със свои колеги фестивала на модерното изкуство в Търговище, участие във фестивала „Процес – пространство“ – Балчик.
- През 1989 година има самостоятелни изложби в Търговище и Пазарджик.
- През 1990 година взима участие в Есенния салон в Париж.
- През 1993 година има самостоятелна изложба Созопол, фестивал на изкуствата „Аполония“.
- През 1994 година взима участие в колективна изложба – дарение в Дубровник.
- През 1997 година има самостоятелна изложба в Пловдив. През същата година има самостоятелни изложби в галерия „Ромфея“ Пловдив и Художествена галерия – Ямбол, както и в галерия „VIP“ Русе и „Сиконко“ София.
- През 1999 година специализира в „Cite des Arts“ Париж.
- През 2000 година има самостоятелна изложба в галерия „Теди“ Варна.
- През 2001 година има самостоятелна изложба в галерия „Артея“ Варна и Варшава. През същата година взема участие в представителна изложба „Съвременно българско изкуство“ Москва.
- През 2002 година има самостоятелна изложба в галерия „Теди“ Варна.
- През 2003 година има самостоятелна изложба в София – „Шипка“ 6.
- През 2004 година има самостоятелна изложба в галерия „Артея“ Варна, в галерия „Ромфея“ Пловдив, в галерия „Райко Алексиев“ София. През същата година взима участие в представителна изложба „Съвременно българско изкуство“ Рим, Италия, както и в представителна изложба „Съвременно българско изкуство“ Каракас, Венецуела. Участва в пленери в Сливен, Шкорпиловци, Балчик и Каварна.
- През 2005 година участва в пленер „Смолян 2005“.
- През 2006 година има самостоятелни изложби в галерия „Топ Арт“ Велико Търново и галерия „Дяков“ Пловдив. Колективна изложба в град Видин. Участва в пленери в Шабла и Велико Търново.[2][3][4]

## Награди[2][3][4]
- Международна награда за живопис „Микети“, Италия (1988)
- Награда на СБХ за живопис на Младежката изложба, София (1989)
- Награда на изложбата „Човекът и морето“, Варна (1992)
- Награда на изложбата „Кюстендилска пролет“, Кюстендил (1993)
- Награда на изложбата „Олимпийски идеали“, София (1994)
- Награда за живопис на изложбата „Музика-визия“, Русе (1995)
- Награда за живопис в Националната изложба на учителите педагози – Велико Търново (2002)